# Keith Carlock
Keith Carlock (* 29. November 1971 in Greenville, Mississippi) ist ein US-amerikanischer Jazz- und Fusion-Schlagzeuger, der sich unter anderem durch seine Zusammenarbeit mit Sting und Steely Dan hervorgetan hat.

## Leben
Carlock wuchs in Clinton in der Agglomeration Jackson (Mississippi) auf und begann bereits in jungen Jahren mit dem Schlagzeugspiel. Er studierte vier Jahre Jazzschlagzeug an der University of North Texas unter anderem bei George Lawrence und Ed Soph. Bei ihm lernte er die Moeller-Technik, die sein Schlagzeugspiel nach eigener Aussage grundlegend veränderte.
Nachdem er einige Jahre in der Metropolregion Dallas-Fort Worth als Studio- und Livemusiker gearbeit hatte, verlagerte er seinen beruflichen Schwerpunkt mit einem Umzug nach New York im Jahr 1996. Seitdem hat er sich als feste Größe in der amerikanischen Musikwelt etabliert und unter anderem mit Sting, James Taylor, John Mayer, Steely Dan (seit 1997), Diana Ross, The Blues Brothers, David Johansen, Grover Washington, Jr., Clay Aiken, Oz Noy, Larry Carlton, Harry Belafonte zusammengearbeitet. 2014 ersetzte er für die Aufnahme des Albums Toto XIV den langjährigen Schlagzeuger Simon Phillips bei Toto. Bereits nach der Nordamerika-Tournee im Frühjahr 2014 verließ er Toto wieder.
Carlock lebt mit seiner Frau und zwei Kindern in New York und Nashville. 2009 veröffentlichte er eine Lehrvideo-DVD namens The Big Picture: Phrasing, Improvisation, Style, and Technique. Im selben Jahr wurde er in einer Modern-Drummer-Umfrage zum besten Drummer in den Kategorien Fusion und Pop gewählt.